# فیلیس ویتلی
فیلیس ویتلی (انگلیسی: Phillis Wheatley؛ حدود ۱۷۵۳ – ۵ دسامبر ۱۷۸۴) نخستین زن آفریقایی-آمریکایی بود که کتاب شعر به چاپ رساند. وی که در غرب آفریقا زاده شد، در سن هفت یا هشت سالگی به عنوان برده فروخته و به آمریکای شمالی برده شد. او توسط خانواده ویتلی از بوستون خریده شد که به او خواندن و نوشتن یاد دادند و وقتی که استعداد او را دیدند، وی را به شعر تشویق کردند.
فیلیس ویت‌لی، نخستین شاعر سیاه‌پوست آمریکایی بود که کتابی از سروده‌های خود به چاپ رسانید. وی در سال ۱۷۵۳ در سنگال آفریقا به دنیا آمد و در سن ۷ سالگی به‌عنوان برده به جان و سوزانا ویت‌لی، اهل بوستون فروخته شد. با این‌که قرار بود رسماً خدمتکار خانم خانه باشد اما به‌زودی به‌خاطر شخصیت خاص خود، ارج و قربی هم‌شأن دو فرزند دیگر خانواده یافت و به‌عنوان یکی از فرزندان آنها پذیرفته شد فیلیس بسیار مستعد بود و خواندن و نوشتن را بسیار زود آموخت. در ۱۲ سالگی متون کلاسیک یونانی و لاتین را می‌خواند و نیز فصولی از کتاب مقدس را در سیزده سالگی نخستین شعر موزون و مقفی خود را نوشت. فیلیس بعد از سرودن مرثیه‌ای برای واعظ کلیسای بوستون، جرج واتیفیلد که در ۱۷۷۰ در گذشت، یکی از شخصیت‌های برجسته ادبی شهر شد. سه سال بعد ۳۹ سروده وی در لندن در کتابی به نام «اشعاری دربارهٔ موضوعات مختلف، مذهب و اخلاق» به چاپ رسید. این نخستین باری بود که کتاب یک سیاه‌پوست به چاپ می‌رسید. بیشتر اشعار فیلیس ویت‌لی منعکس‌کننده تربیت مذهبی و سنتی اهالی نیوانگلند، بخش شمال خاوری ایالات متحده است. مضامین شعر او را اکثراً رستگاری مسیحی یا مراثی مذهبی تشکیل می‌دهند و به شکل مثنوی سروده شده‌اند. اگرچه برابری «نژادی» موضوع هیچ‌یک از اشعار ویت‌لی نیست اما اشاره‌ای به بی‌عدالتی اجتماعی را در آخرین سروده او به نام «اندر حکایت فروخته شدن یک برده» می‌بینیم. وی در سی و یک‌سالگی در گذشت. می‌گویند در ضیافتی که عده‌ای از سفیدپوستان به افتخار او داده بودند مسموم شد.

## آخرین سروده فیلیس ویتلی
اندر حکایت فروخته شدن یک برده
دست خدا بر سرم بود که برده شدم از سرزمین کفر
و رستگار شد روحم
و دانستم که آفریدگاری هست، نیز نجات‌دهنده‌ای
من که نه خود را می‌شناختم و نه خالقم را،
اما آنها که نژاد سیاه را تحقیر می‌کنند
مسیحیانی که سیاهان را همرنگ شیطان می‌دانند
بهتر آن که قابیل را به یاد آورند
چه‌بسا این مرید شیطان نیز آمرزیده شده
و به صف فرشتگان بپیوندد؟